# Triassochorista nana
Triassochorista nana  (лат.) — ископаемый вид скорпионниц рода Triassochorista из семейства Parachoristidae (Triassochoristidae).  Один из древнейших представителей отряда скорпионницы. Обнаружен в триасовых ископаемых останках (Австралия, Квинсленд, Mt. Crosby, карнийский ярус, около 230 млн лет). Длина переднего крыла 13 мм. 
Вид Triassochorista nana был впервые описан по отпечаткам в 1955 году вместе с Archexyela crosbyi, Archeosmylus costalis, Lithosmylidia lineata, Mesogryllacris giganteus, Archebittacus exilis, Neoparachorista perkinsi, N. semiovena, N. splendida, Neopermopanorpa mesembria. Первоначально вид был описан под названием Neoparachorista nana, а затем включён в состав рода Triassochorista  Willmann 1989 (из подсемейства Neorthophlebiinae Handlirsch 1920) вместе с видом Triassochorista kirgizica. Сестринские таксоны скорпионниц: Neoparachorista, Ctenophlebia, Haplobittacus, Neorthophlebopsis, Parabittacus, Pleobittacus, Protobittacus. Это один из древнейших видов скорпионниц и всех представителей отряда Mecoptera наряду с такими видами как Westphalomerope maryvonneae, Pseudomerope mareki, Permopanorpa martynovi, Mesochorista anglicana.